# Los landskommun
Los landskommun var en tidigare kommun i Gävleborgs län. Centralort var Los och kommunkod 1952-1970 var 2122.

## Administrativ historik
Los landskommun (från början Loos landskommun) inrättades den 1 januari 1863 i Los socken i Hälsingland när 1862 års kommunalförordningar trädde i kraft. 
Kommunen påverkades inte av kommunreformen 1952. 
Den 1 januari 1954 överfördes till Los landskommun och församling från Färila landskommun och församling ett obebott område (Lillskog 1:3) omfattande en areal av 0,32 km², varav 0,30 km² land.
Den 1 januari 1971 då den kom att bli en del av den nya Ljusdals kommun.

### Kyrklig tillhörighet
I kyrkligt hänseende tillhörde kommunen Los församling, från 1931 också Hamra församling.

## Kommunvapnet
Blasonering: I fält av silver ett upprest rött lodjur med beväpning av guld.
Detta vapen fastställdes av Kungl. Maj:t den 30 januari 1953. Se artikeln om Ljusdals kommunvapen för mer information.

## Geografi
Los landskommun omfattade den 1 januari 1952 en areal av 1 687,11 km², varav 1 589,66 km² land. Efter nymätningar och arealberäkningar samt områdesöverföringar färdiga den 1 januari 1961 omfattade landskommunen samma datum en areal av 1 652,65 km², varav 1 547,70 km² land.

### Tätorter i kommunen 1960
| Tätort      | Folkmängd |
| ----------- | --------- |
| Los         | 652       |
| Hamra       | 320       |
| Tandsjöborg | 292       |

Tätortsgraden i kommunen var den 1 november 1960 45,1 procent.

## Se även

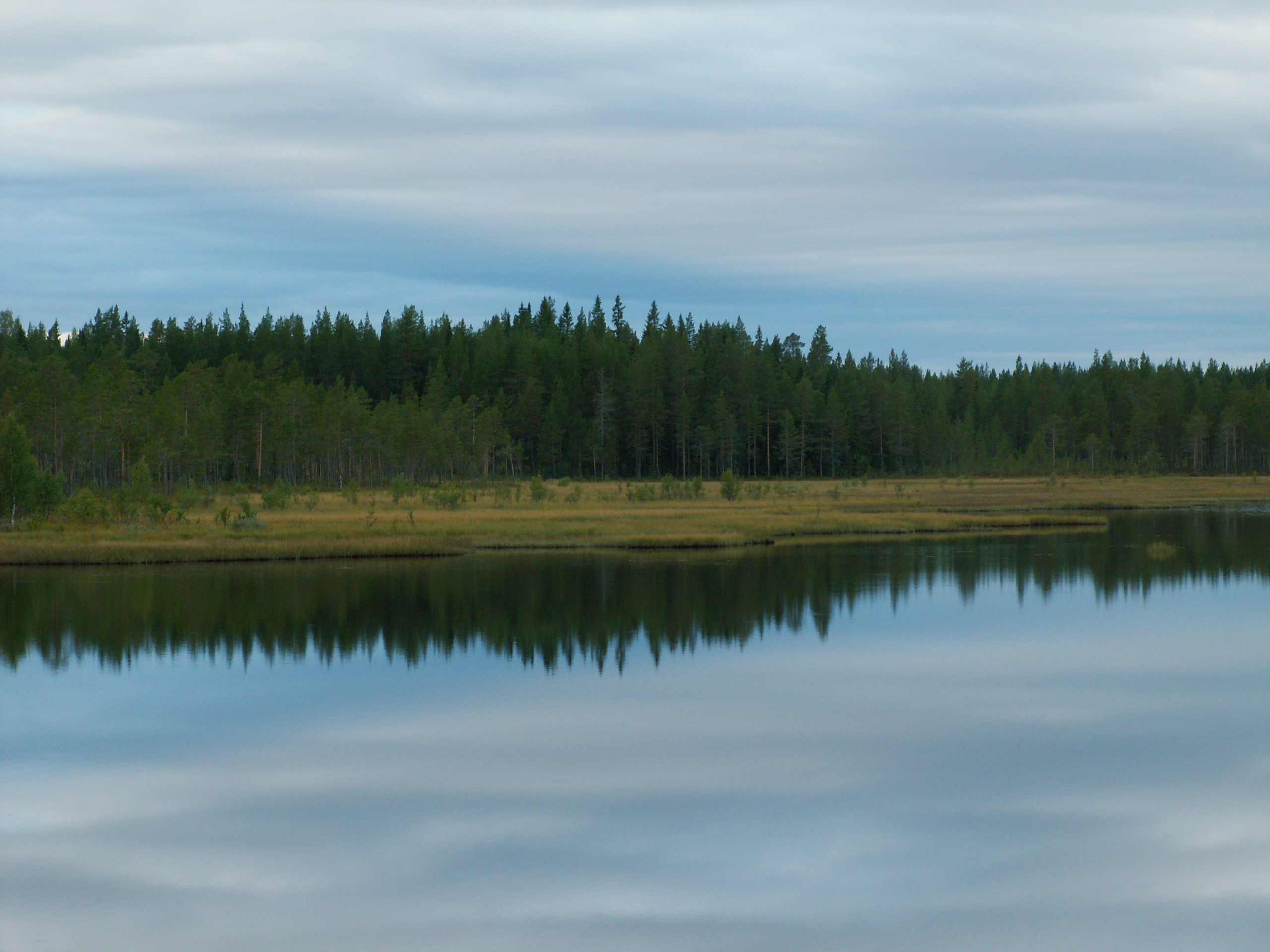
Hamra nationalpark.

## Politik

### Mandatfördelning i valen 1938-1966
| 2 | 19 |  | 3 |

| 24 |

| 3 | 19 |  | 2 |

| 25 |

| 4 | 14 | 3 |  | 3 |

| 24 |

| 2 | 15 | 4 | 4 |

| 25 |

|  | 12 |  | 8 | 3 |

| 25 |

| 2 | 15 | 8 |

| 25 |

| 3 | 13 |  | 4 |  | 3 |

| 25 |

| 4 | 13 | 2 | 4 | 2 |

| 23 |

### Fotnoter
1. 1 2   ( PDF) Folkräkningen den 1 november 1960, I, Folkmängd inom kommuner och församlingar efter kön, ålder, civilstånd m.m.. Stockholm: Statistiska centralbyrån. 1961. sid. 54 & 203-204. Arkiverad från originalet den 15 juli 2015. https://www.webcitation.org/6a1zkRbkC?url=http://www.scb.se/Grupp/Hitta_statistik/Historisk_statistik/_Dokument/SOS/Folkrakningen_1960_01.pdf. Läst 16 november 2017 Arkiverad 14 oktober 2013 hämtat från the Wayback Machine.
2. ↑  Per Andersson: Sveriges kommunindelning 1863-1993, Draking, Mjölby 1993, ISBN 91-87784-05-X, s. 89
3. ↑  ”Svenska Heraldiska Föreningens vapendatabas”. Arkiverad från originalet den 18 oktober 2012. https://web.archive.org/web/20121018011750/http://databas.heraldik.se/index.php. Läst 9 januari 2011.
4. ↑   (PDF) Folkräkningen den 31 december 1950, I, Areal och folkmängd inom särskilda förvaltningsområden m.m., Tätorter. Stockholm: Statistiska centralbyrån. 1952-05-19. sid. 105. Arkiverad från originalet den 1 oktober 2014. https://www.webcitation.org/6T09ZkyrB?url=http://www.scb.se/Grupp/Hitta_statistik/Historisk_statistik/_Dokument/SOS/Folkrakningen_1950_1.pdf. Läst 9 oktober 2014 Arkiverad 29 oktober 2013 hämtat från the Wayback Machine.
5. ↑   ( PDF) Folkräkningen den 1 november 1960, II, Folkmängd inom tätorter efter kön, ålder och civilstånd.. Stockholm: Statistiska centralbyrån. 1961. sid. 27. Arkiverad från originalet den 29 juni 2015. https://www.webcitation.org/6ZeEB9Ija?url=http://www.scb.se/Grupp/Hitta_statistik/Historisk_statistik/_Dokument/SOS/Folkrakningen_1960_02.pdf. Läst 16 november 2017 Arkiverad 24 september 2015 hämtat från the Wayback Machine.